# Éverton (Fußballspieler, 1988)
Éverton, mit vollem Namen Éverton Cardoso da Silva (* 11. Dezember 1988 in Nortelândia, MT), ist ein brasilianischer Fußballspieler. Der Linksfüßer wird vorwiegend im linken Mittelfeld eingesetzt.

## Karriere
Éverton begann seine Laufbahn in der Jugendabteilung von Paraná Clube. Bei diesem schaffte der Spieler 2007 auch den Sprung in den Profikader. Am 13. Mai bestritt er sein erstes Ligaspiel gegen Grêmio FBPA. Hier wurde er nach der Halbzeitpause eingewechselt. Sein erstes Erstligator erzielte er bereits zwei Spieltage später am 27. Mai gegen Cruzeiro EC. Ab der Saison 2008 wurde der Spieler an CR Flamengo ausgeliehen. Mit diesem erreichte er im Folgejahr mit der nationalen Meisterschaft seinen größten Erfolg.
Zur Saison 2010 wurde Éverton nach Mexiko an UANL Tigres verkauft. Für den Klub bestritt er in der Clausura 2009/10 acht Spiele und in der Apertura 2010/11 sieben Spiele, ohne ein Tor zu erzielen. Danach wurde er von den Mexikanern an verschiedene Klubs ausgeliehen, u. a. nach Südkorea an Suwon Samsung Bluewings. 2014 wurde Éverton dann von seinem ehemaligen Klub Flamengo gekauft. Hier blieb er bis März 2018, dann wurde er an den FC São Paulo abgegeben. Im Tausch mit Luciano kam Éverton im August 2020 zum Grêmio FBPA. Mit dem Klub gewann er 2020 und 2021 die Staatsmeisterschaft von Rio Grande do Sul. Im Zuge der Série A 2021 belegte der Klub den 17. Platz und musste in die Série B absteigen. In dem Wettbewerb bestritt er lediglich vier Spiele als Einwechselspieler. In der Folge wurde Éverton zur Saison 2022 an den Cuiabá EC ausgeliehen. Mit dem Klub verblieb er in Série A und trat auch in zwei Spielen der Copa Sudamericana 2022 an. Anfang August des Jahres wechselte er vorzeitig auf Leihbasis zur AA Ponte Preta. Die Leihe wurde bis Jahresende 2023 befristet. Zu dem Zeitpunkt endet auch sein Vertrag mit Grêmio. Seitdem ist er ohne neuen Kontrakt.

## Erfolge
Flamengo
- Staatsmeisterschaft von Rio de Janeiro: 2009, 2014, 2017
- Taça Guanabara: 2014, 2018
- Campeonato Brasileiro de Futebol: 2009

Grêmio
- Staatsmeisterschaft von Rio Grande do Sul: 2020, 2021

Ponte Preta
- Staatsmeisterschaft von São Paulo Série A2: 2023